# Radiwci (przystanek kolejowy)
Radiwci (ukr. Радівці) – przystanek kolejowy w miejscowości Radiwci, w rejonie chmielnickim, w obwodzie chmielnickim, na Ukrainie. Położony jest na linii Odessa – Lwów.